# Lepidopa distincta
Lepidopa distincta är en kräftdjursart som beskrevs av Gomes 1968. Lepidopa distincta ingår i släktet Lepidopa och familjen Albuneidae. Inga underarter finns listade i Catalogue of Life.